# برانكو كاردوزو
برانكو كاردوزو (22 يناير 1987 بغوا في الهند - ) هو لاعب كرة قدم هندي في مركز الهجوم. لعب مع نادي إيست بنغال ونادي موهون باغان وUnited SC ‏ ونادي مومباي لكرة القدم ونادي طيران الهند.

## روابط خارجية
- برانكو كاردوزو على موقع قاعدة بيانات كرة القدم.إي يو (الإنجليزية)
- برانكو كاردوزو على موقع Soccerway.com (الإنجليزية)